# Anna de Noailles
Anna de Noailles [d'noaj], plným jménem Anna Elisabeth de Noailles, princezna Brancovan, hraběnka Mathieu (15. listopadu 1876, Paříž – 30. dubna 1933, Paříž) byla francouzská spisovatelka rumunského původu.
Byla dcerou rumunského knížete a vnučkou tureckého paši. Vzala si francouzského šlechtice, Mathieu-Fernand-Frédérick-Pascala de Noailles. Mezi její přátele a literární souputníky patřili Marcel Proust, Paul Valéry či Jean Cocteau. V Paříži organizovala populární literární salon.
Publikovala 24 knih, z toho tři romány. Její sbírky básní Le Coeur innombrable („Nespočetné srdce“, 1901), Les Éblouissements („Oslnění“, 1907) a L'Honneur de souffrir („Čest trpět“,1927) vyznávají smyslnou lásku přírodě. Ve své lyrice byla inspirována romantickými básníky 19. století, jako byl Alfred de Vigny či Alphonse de Lamartine. Její pozdější díla odrážejí strach z nevyhnutelného fyzického kolapsu.
Byla členkou belgické Královské akademie francouzského jazyka a literatury. Byla první ženou, která získala červenou stužku rytíře Čestné legie.